# Marc-Christian Ollrog
Marc-Christian Ollrog (* 10. Februar 1978 in Kassel) ist ein deutscher Journalist, Kommunikationswissenschaftler und Historiker.

## Werdegang
Von 1998 an studierte er Geschichtswissenschaften, Mittlere/Neuere Geschichte, Germanistik und Journalistik an der Universität Bielefeld und ab 2002 an der Universität Leipzig. Seinen Abschluss als Diplom-Journalist mit dem 2. Hauptfach Mittlere/Neuere Geschichte erlangte er 2007. Von 2005 bis 2006 absolvierte er ein Redaktionsvolontariat bei der Leipziger Volkszeitung. Im Jahr 2013 promovierte er bei Michael Haller (Universität Leipzig) mit einer medienökonomischen Arbeit zur Zukunft von Zeitungen zum Dr. phil. und ist seit Oktober 2016 Professor für Journalistik an der Ostfalia Hochschule für angewandte Wissenschaften in Salzgitter.
Seine Schwerpunkte in Lehre und Forschung liegen in den Bereichen Theorie und Praxis des Journalismus, insbesondere in den Kanälen Online und Print, sowie in Mediensystem und Medienökonomie in den Bachelor- und Master-Studiengängen. Im Jahr 2017 gründete er gemeinsam mit Professor Andreas Kölmel Campus38.de als studentisches Nachrichtenportal für die Region38, der Region zwischen Harz und Heide in Südostniedersachsen. Seit 2018 wird das Campus38-Magazin jährlich im Rahmen der Projektredaktion Print herausgegeben. Zudem ist Ollrog seit 2017 Leiter des im selben Jahr gegründeten Instituts für Öffentliche Kommunikation sowie seit 2020 Studiendekan (Bereich Medien) an der Fakultät K der Ostfalia Hochschule für angewandte Wissenschaften.
Aktuelle Forschungsprojekte beschäftigen sich mit der digitalen Weiterentwicklung journalistischer Produkte im Kontext von der gesellschaftlichen Wirkungen sowie der Vergleichbarkeit der akademischen journalistischen Fachdidaktik in komparativer Hinsicht. 

## Berufspraxis
Seit 2007 arbeitete er als Entwicklungsredakteur für Magazinprojekte sowie später als Wirtschafts- und Finanzredakteur in der F.A.Z.-Gruppe in Frankfurt/Main. Ab 2011 war er als Chef vom Dienst für FINANCE Online und als Moderator bei FINANCE-TV tätig. In dieser Rolle berichtete er über Unternehmensfinanzierung, insbesondere durch privates Beteiligungskapital (Private Equity) und setzte verschiedene Projekte um, beispielsweise das Projekt „Weltenwandler – People in Dialogue“.
2014 wechselte Ollrog ins Business Development des F.A.Z.-Fachverlags, wo er vor allem für die Entwicklung von F.A.Z.-Monopol in enger Zusammenarbeit mit F.A.Z.-Redaktion und F.A.Z.-Herausgeber zuständig war. Im Anschluss war er ab 2016 als Manager Corporate Communications bei einem börsennotierten Softwareunternehmen im Rhein-Main-Gebiet beschäftigt.

## Publikationen (Auszug)
- 2022: (mit Hanisch, M.). Was nützt den Nutzenden? Zum Nutzwert von Paid Content bei regionalen deutschen Tageszeitungen. doi:10.21241/SSOAR.78745
- 2022: (mit Hanisch, M. und Steinbock, K.). Auf abschüssigem Pfad: Die Interaktion von Wirtschaftsjournalist*innen und PR-Akteuren. In S. Pranz, H. Heidbrink, F. Stadel & R. Wagner (Hrsg.), Journalismus und Unternehmenskommunikation (S. 263–290). Springer Fachmedien Wiesbaden.doi:10.1007/978-3-658-35471-8_14
- 2021: (mit Neumann, M. und Rook, A.) Wenn Zeitungsleute konstruktiv werden. Eine redaktionelle Begleitung der Implementierung konstruktiver Berichterstattung bei der Verlagsgruppe Rhein Main, 2, Journalistik.
- 2020: (mit Neumann, M.) Gefragter Nutzen!? Eine Studie zum Mehrwert der Plus-Artikel bei deutschen Tageszeitungen. doi:10.21241/SSOAR.68111
- 2014: Regionalzeitungen 2015: Geschäftsmodelle für die Medienkonvergenz. Nomos: Baden-Baden.
- 2014: Geschäftsmodelle gesucht. In: Message 2/2014, Seiten 84–87.
- 2007: Subventionen bis zum Tod. In: Message 1/2007, Seiten 32–34.
- 2007: Der französische Kampf gegen die Wikinger. In: Message 2/2007, Seiten 36–39.
- 2006: Verdrängung oder Koexistenz: Frankreichs Tagespresse unter der Expansion der Gratiszeitungen. (unveröffentlichte Diplomarbeit an der Universität Leipzig 2006)